# Ekologická sekce Biologické společnosti při ČSAV
Ekologická sekce Biologické společnosti při ČSAV vznikla 7. 12. 1978 jako výsledek úsilí několika odborníků jako platforma, kde by se mohli stýkat odborníci z různých vědních oborů a diskutovat ekologická témata.

## Historie Ekologické sekce
Prezídium Československé akademie věd schválilo vznik Československé společnosti ekologické při ČSAV již 7. 5. 1969 a v srpnu 1969 byl předložen návrh stanov této společnosti Ministerstvu vnitra. To sice příjem návrhu stanov potvrdilo, ale tím to skončilo.

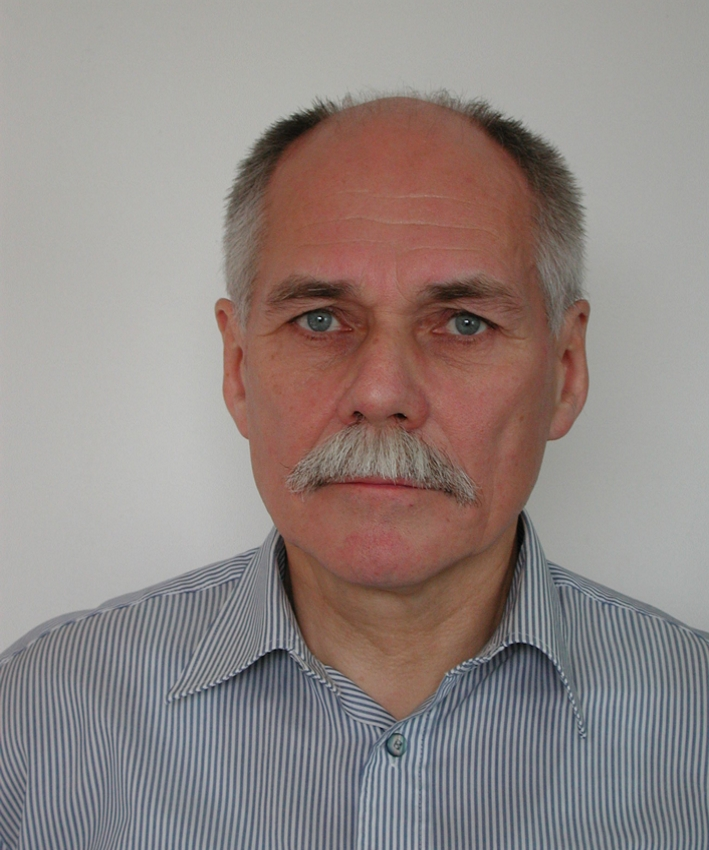
Prof. Bedřich Moldan, jedna z hlavních postav Ekologické sekce

Od poloviny 70. let 20. století se scházelo několik odborníků - Bedřich Moldan, Václav Mezřický, Igor Míchal a později také Pavel Trpák k diskusím o potřebě posílit zájem biologických věd od přírodovědného přístupu k ekologii k širšímu interdisciplinárnímu pohledu. Tento přístup považovali za základní předpoklad pro konkrétní řešení narůstajících problémů životního prostředí. Byla hledána platforma, kde by se mohli stýkat odborníci z různých vědních oborů a diskutovat na toto téma. V roce 1976 byl vytvořen přípravný výbor vedený Bedřichem Moldanem a ten se pokusil založit Ekologickou společnost při ČSAV, což se však brzy ukázalo jako nereálné.
Ve spolupráci s prof. Emilem Hadačem došlo k jednání o možnosti přiřazení pod Biologickou společnost při ČSAV, což bylo zrealizováno 7. 12. 1978, kdy byla svolána prof. Hadačem a Dr. Dykiovou zakládající schůze Ekologická sekce na Přírodovědecké fakultě UK v Benátské ulici. Předsedou byl zvolen Prof. Emil Hadač a členové byli mimo jiné Bedřich Moldan (tajemník), Václav Mezřický, Pavel Trpák, Věrek Samek a Jaroslav Stoklasa. Dále se postupně do práce sekce zapojili Zdeněk Stáhlík, Hana Rambousková, Igor Míchal, Rudolf Kolářský a Miroslav Martiš. V osmdesátých letech dvacátého století se pak připojili Eva Kružíková, Josef Vavroušek, Ivan Makásek, Hana Librová, Vladimír Ira, Vladimír Ondruš, Jan Těšitel a Bohumil Ticháček. Koncem roku 1989 měla Ekologická sekce již více, než 400 členů.
Hlavní náplní sekce byly přednášky a diskusní odpoledne, zpočátku orientované na biologicky pojatou ekologii, později se prosadil také interdisciplinární přístup včetně společenských věd. Kromě pravidelných seminářů uspořádala Ekologická sekce také několik vícedenních seminářů:
- 20.–24. října 1980 na Klínovci na téma „Vybrané problémy přírodního potenciálu a využití krajiny“. Součástí sborníku byla i Zpráva Římského klubu Konec věku plýtvání, která jinak nemohla oficiálně vyjít.
- 4.–8. října 1983 v Janských Lázních na téma „Ekologické podmínky a bariéry společenského rozvoje ČSSR“ a přílohou byla tehdy čerstvá zpráva pro prezidenta Reagana Global 2000.
- 3.–5. února 1986 v Kosově Hoře (v rekreačním zařízení Generální prokuratury) na téma „Sociologické a ekonomické souvislosti ekologického problému“ (zde přednášel i Václav Klaus a Tomáš Ježek).
- 1.–3. února 1988 v Kosově Hoře na téma „Vývoj životního prostředí v ČSSR“.
- 14.–16. února 1989 v Kosově Hoře na téma „Životní prostředí a přírodní zdroje“ (v obou těchto seminářích byl vypracován ve skupinách závěrečný materiál).

Na základě žádosti poradce předsedy vlády Lubomíra Štrougala vypracoval tým ve složení Hadač, Illner, Kolářský, Mezřický, Moldan, Samek, Stoklasa, Symon, Šrám a Trpák na jaře 1984 pro stranu a vládu zprávu o stavu životního prostředí Československa s názvem „Rozbor ekologické situace v Československu“. Tato zpráva pronikla přes disent i mimo Československo a byla publikována v Le Monde, ve vysílání Svobodné Evropy i Hlasu Ameriky, což vedlo k vyšetřování Státní bezpečností.